# Kostel svatého Mikuláše Tolentinského (Vysoké Veselí)
Kostel svatého Mikuláše Tolentinského je římskokatolický, orientovaný, farní kostel ve Vysokém Veselí, patřící do farnosti Vysoké Veselí. Je chráněn od 3. 5. 1958 jako kulturní památka České republiky.

## Poloha
Kostel, který je dominantou města, je situován východně od náměstí, visutou lávkou je spojen s bývalým zámkem (nyní školou). Na východní straně na kostel navazuje areál fary.

## Historie
Původní kostel je doložen roku 1335, ale není vyloučeno, že existoval už před založením městečka roku 1311. V roce 1577 vyhořel a městečko bylo přifařeno do Velešic. Obnoven byl kostel v 16. století nebo na začátku 17. století. Barokní základ současného kostela pochází z let 1770-1773 a empírově byl přestavěn po velkém požáru městečka v letech 1835-1840 Aloisem Turkem a Josefem Oppolzerem. Restaurován byl kostel v roce 1833.

## Architektura
Kostel představuje cennou empírově přestavěnou sakrální stavbou. Trojlodní obdélná stavba s pravoúhlým presbytářem, na severní straně presbytáře je obdélná sakristie s oratoří v patře, která je visutou lávkou spojena s areálem bývalého zámku. Mohutná hranolová věž je v západním průčelí. Široká hlavní loď sklenutá valenou klenbou je pilíři oddělena od úzkých bočních lodí, kterou jsou příčně sklenuty valenou klenbou. Presbytář je sklenut plackou, sakristie valenou klenbou s lunetami. Nároží kostela jsou vybraná konkávně, plocha fasády je členěna plochými pilastry, které nesou vysokou hladkou korunní římsu. Výzdoba plochy stěn je provedena pásovou bosáží, okna mají hladké šambrány, nad nimiž bosáž tvoří klenák. Pravoúhlý hlavní vchod je na západní straně, supraporta vytváří římsu a tympanon. Věž má okno s půlkruhovým zakončením. Střecha kostela je sedlová s valbou, sanktusník nad presbytářem zakončený lucernou je osmiboký. Věž má jehlanovitou střechu zakončenou makovicí.

## Interiér
Empírový hlavní oltář z let 1849-1850 je dílem Jana Suchardy ml. (1797-1873), oltářní obraz pochází z vídeňské malířské akademie. Boční oltáře sv. Jana Nepomuckého a Zvěstování Panny Marie z roku 1873 zhotovil řezbář J. Stoklasa, obrazy na nich jsou dílem Josefa Hellicha. Varhany z roku 1851 dodala pražská varhanářská firma Hloušek a Vocelka.

## Bohoslužby
Bohoslužby se konají každý čtvrtek v měsíci od 17.00, v době letního času od 18.00.

## Galerie

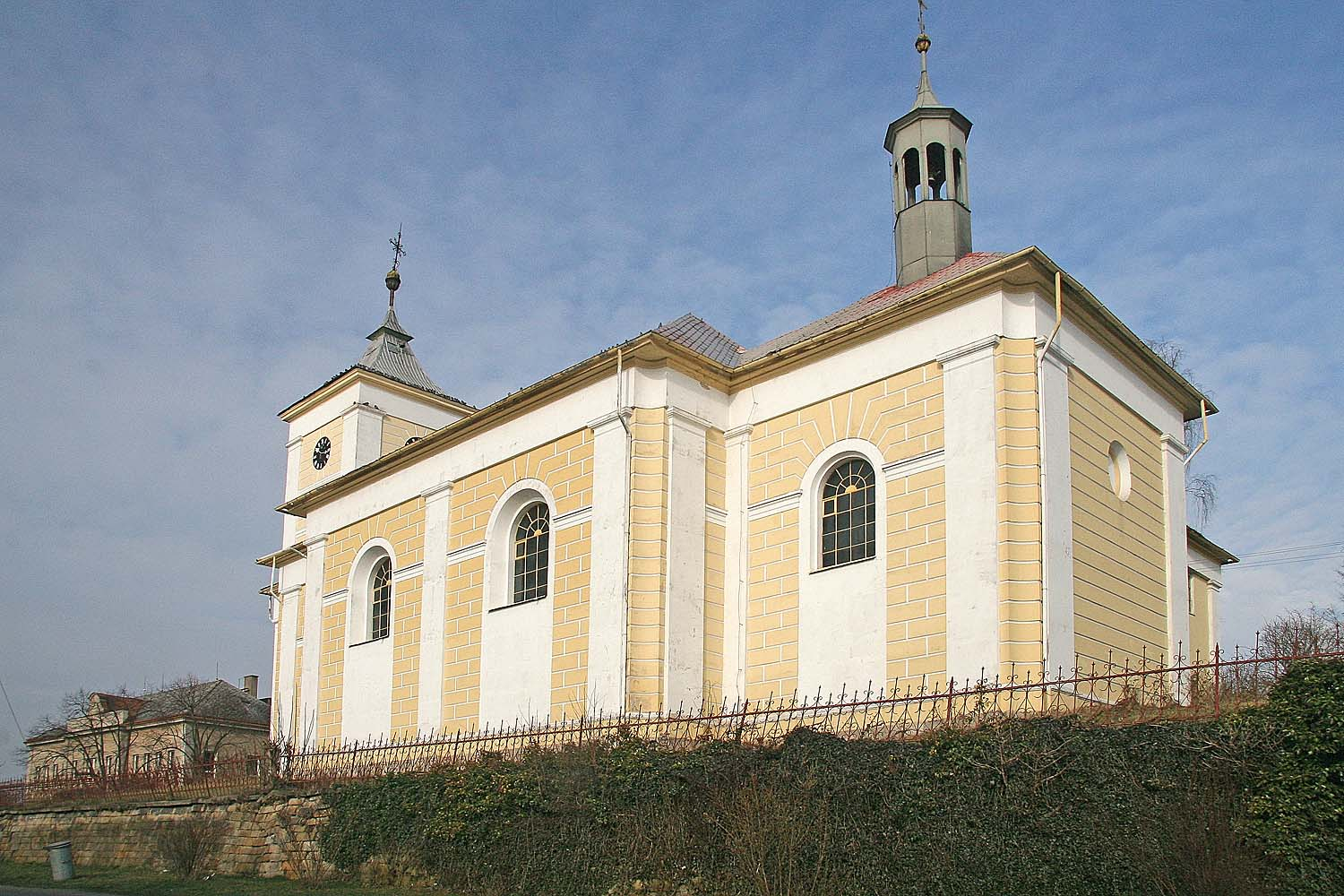
Kostel od JV
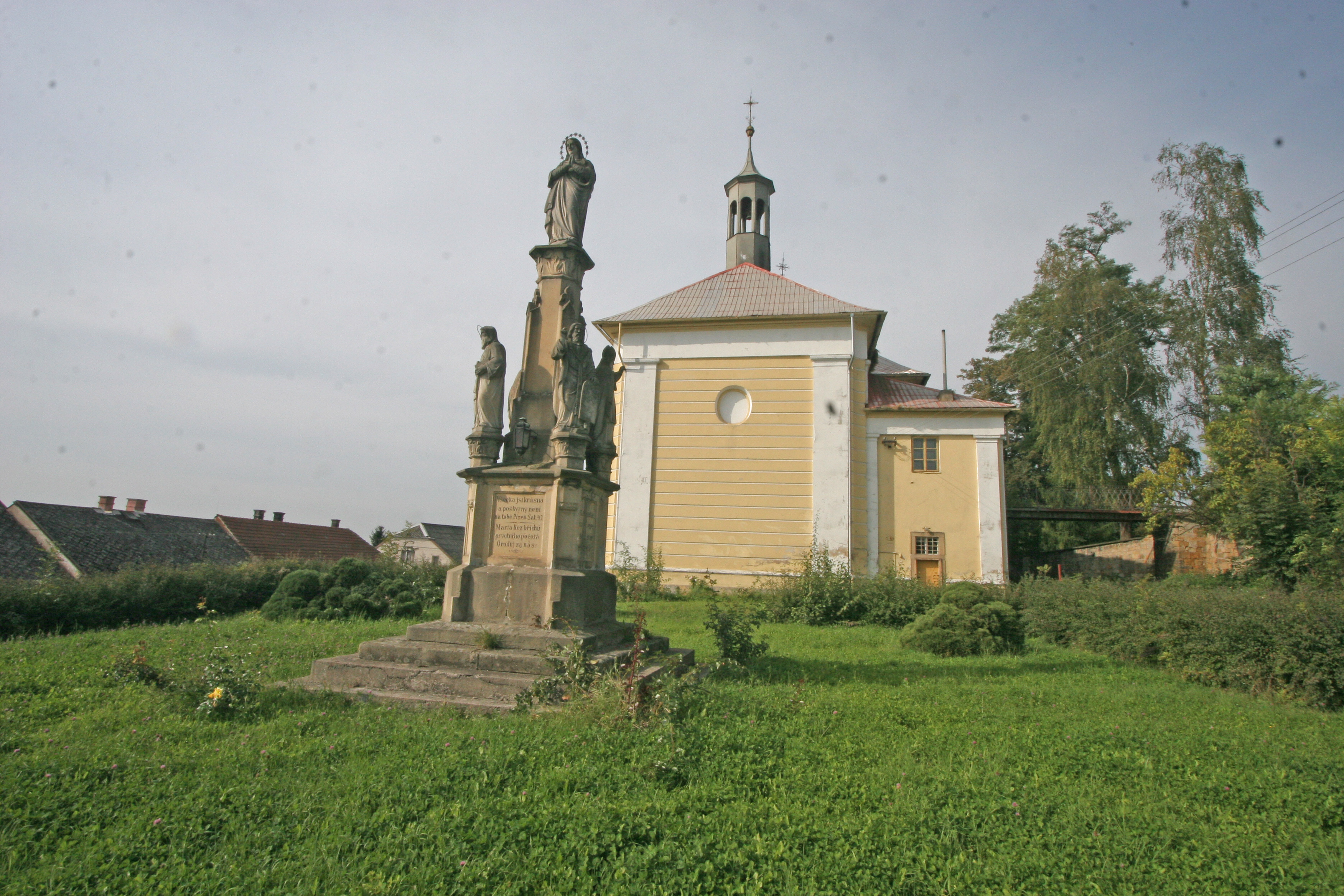
Kostel s mariánským sloupem od V
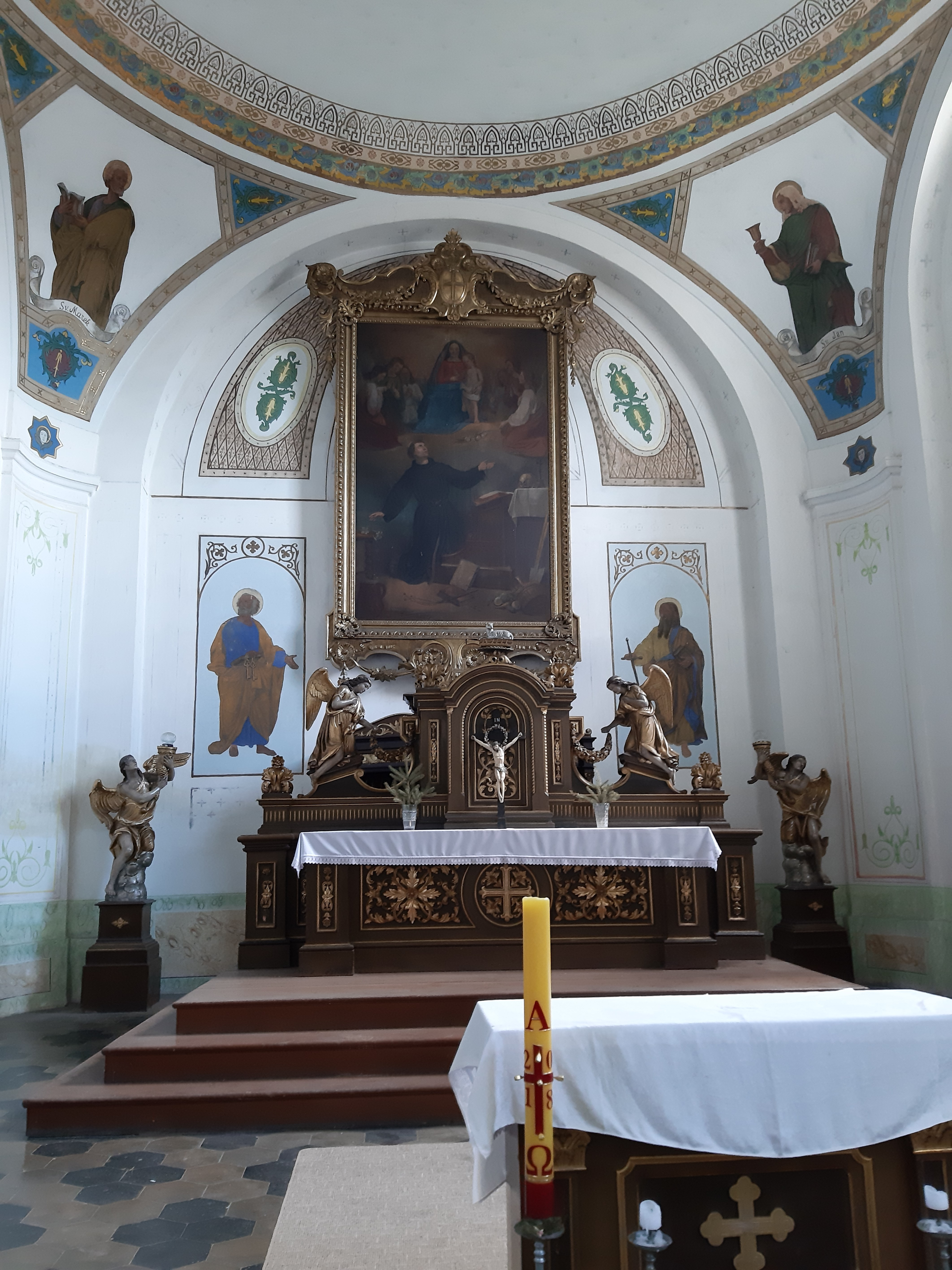
Hlavní oltář
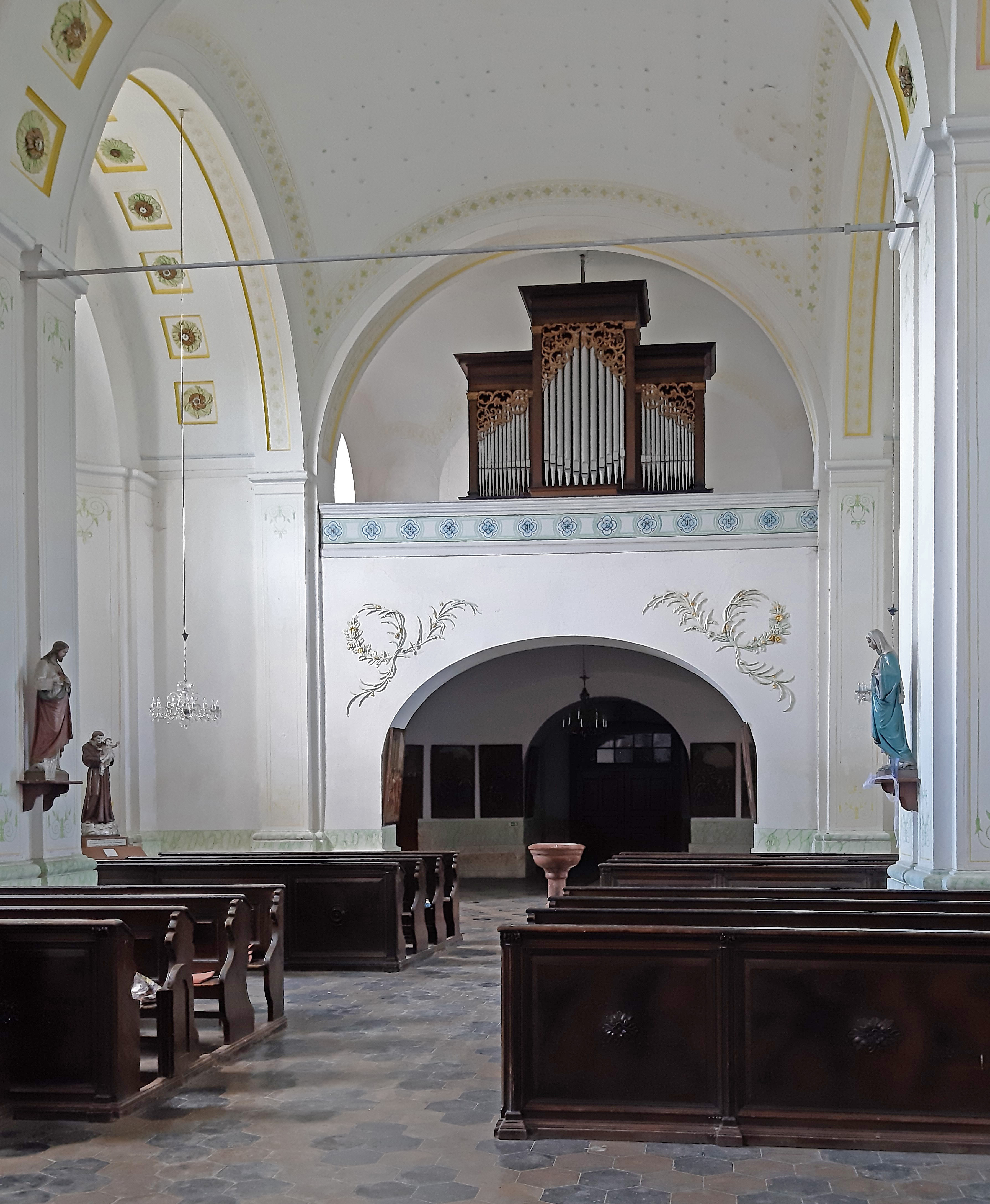
Kruchta s varhanami
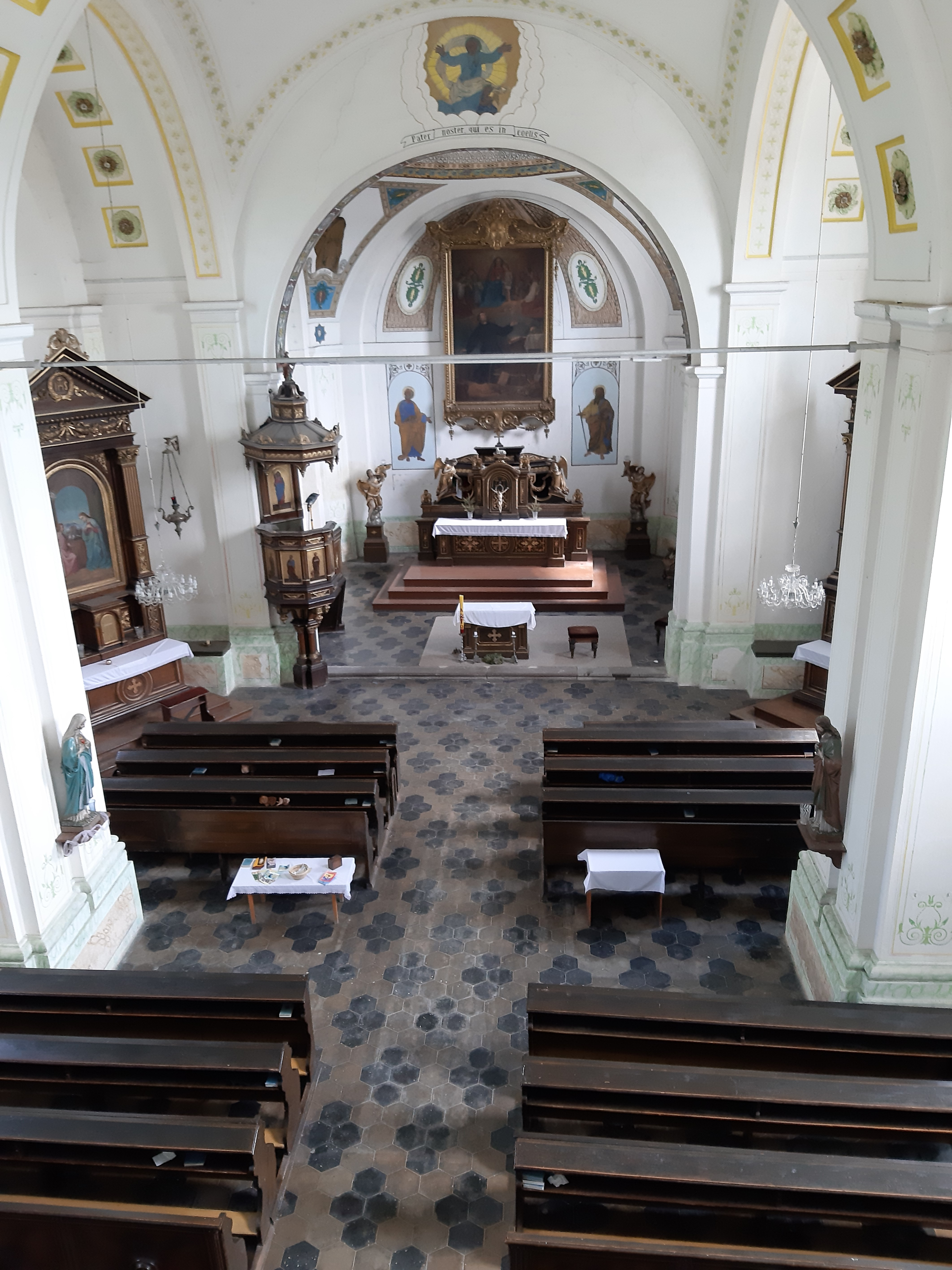
Interiér